# Relazione di Einstein-Smoluchowski
La relazione di Einstein–Smoluchowski è una relazione predittiva sul moto diffusivo di particelle sottoposte a un campo di forze, ricavata in maniera indipendente da Albert Einstein (nel 1905) e Marian Smoluchowski (nel 1906) durante i loro studi sul moto browniano.
Tale relazione può essere espressa nel modo seguente:
{\displaystyle D=\mu \,k_{B}T}
dove:
- {\displaystyle D} è il coefficiente di diffusione di materia;
- {\displaystyle \mu } è la mobilità della particella, pari al rapporto tra velocità terminale di caduta e una forza ad essa applicata;
- {\displaystyle k_{B}} è la costante di Boltzmann;
- {\displaystyle T} è la temperatura assoluta.

Tale espressione generale può essere espressa in più forme diverse, ognuna specifica per il problema considerato; si giunge alle diverse espressioni della relazione di Einstein–Smoluchowski definendo ogni volta in maniera opportuna la mobilità {\displaystyle \mu }. Tale relazione generale non è altro che un'applicazione del teorema fluttuazione-dissipazione.

## Diffusione attraverso un fluido viscoso

Rappresentazione del moto di una particella sferica in un fluido viscoso. Il moto della particella risulta dalla contrapposizione di due forze: la spinta idrostatica (per il principio di Archimede) e la forza di gravità.

La relazione di Einstein–Smoluchowski può essere applicata al caso del moto diffusivo di una particella sferica immersa in un fluido viscoso, ottenendo la seguente espressione, detta equazione di Stokes-Einstein (valida per bassi valori del numero di Reynolds):
{\displaystyle D={\frac {k_{B}T}{6\pi \,\eta \,r}}}
in cui:
- il termine {\displaystyle {\frac {1}{6\pi \,\eta \,r}}} indica la mobilità ({\displaystyle \mu }) della particella;
- {\displaystyle \eta } è la viscosità del fluido;
- {\displaystyle r} è il raggio della particella sferica considerata.

Tale relazione si ricava sostituendo il valore della forza ottenuta dalla legge di Stokes all'interno della relazione generale di Einstein–Smoluchowski.
L'equazione di Stokes-Einstein non è valida nel caso di meccanismo di trasporto "a salto" (che avviene per gli ioni di piccole dimensioni), in cui le particelle si spostano attraverso difetti reticolari vicini (vacanze o posizioni interstiziali).

## Diffusione attraverso un campo elettrico
La relazione di Einstein–Smoluchowski applicata al moto diffusivo di una particella immersa in un campo elettrico assume la seguente forma:
{\displaystyle D=\mu {\frac {k_{B}T}{q}}}
dove {\displaystyle \mu } è la mobilità elettrica della particella carica e {\displaystyle q} è la carica elettrica della particella.

## Dimostrazione nel caso generale
Per una dimostrazione della relazione di Einstein-Smoluchowski si veda ad esempio Kubo.
Si consideri un insieme di particelle soggette a una forza conservativa (ad esempio una forza di Coulomb) {\displaystyle F(\mathbf {x} )=-\nabla U(\mathbf {x} )}, funzione della posizione {\displaystyle \mathbf {x} }, generata da un potenziale {\displaystyle U}. Si assuma che ogni particella reagisca all'azione di questa forza muovendosi con una velocità {\displaystyle v(\mathbf {x} )=\mu (\mathbf {x} )F(\mathbf {x} )} (si noti che nel caso più generale il coefficiente di mobilità è a sua volta funzione della posizione). Si assuma inoltre che il numero di particelle sia sufficientemente elevato da poter essere modellizzate, da un punto di vista macroscopico, con una funzione densità {\displaystyle \rho (\mathbf {x} )}. Dopo un certo tempo, in assenza di altri fenomeni, il sistema raggiungerà un equilibrio: le particelle si accumuleranno nelle regioni a minore energia potenziale ma continueranno a muoversi disordinatamente in risposta a processi diffusivi a cui sono sottoposte. All'equilibrio il flusso netto di particelle è nullo in ogni punto dello spazio: in questa condizione la corrente di trasporto (in inglese drift current, cioè il processo generato dalla forza {\displaystyle F} che fa muovere le particelle verso zone a minore energia) e il processo di diffusione (diffusion current) sono perfettamente bilanciati.
Il flusso netto di particelle dovuto alla corrente di trasporto è
{\displaystyle \mathbf {J} _{\mathrm {drift} }(\mathbf {x} )=\mu (\mathbf {x} )F(\mathbf {x} )\rho (\mathbf {x} )=-\rho (\mathbf {x} )\mu (\mathbf {x} )\nabla U(\mathbf {x} ),}
la cui interpretazione è che il numero di particelle che attraversano una data posizione è uguale alla densità di particelle moltiplicata per la loro velocità media.
Il flusso netto di particelle dovuto alla corrente di diffusione è invece, dalla legge di Fick,
{\displaystyle \mathbf {J} _{\mathrm {diffusion} }(\mathbf {x} )=-D(\mathbf {x} )\nabla \rho (\mathbf {x} ),}
dove il segno negativo significa che le particelle si muovono da zone a concentrazione maggiore verso zone a concentrazione minore. 
In condizioni di equilibrio {\displaystyle \mathbf {J} _{\mathrm {drift} }+\mathbf {J} _{\mathrm {diffusion} }=0}. Inoltre, per un insieme di particelle non interagenti la densità di equilibrio {\displaystyle \rho } è funzione soltanto del potenziale {\displaystyle U}, cioè due posizioni aventi stessa {\displaystyle U} avranno anche la stessa densità {\displaystyle \rho } (si veda l'esempio sulla distribuzione di Maxwell-Boltzmann discusso di seguito). Questo legame fornisce, applicando la regola della catena,
{\displaystyle \nabla \rho ={\frac {\mathrm {d} \rho }{\mathrm {d} U}}\nabla U.}
All'equilibrio dunque vale:
{\displaystyle 0=\mathbf {J} _{\mathrm {drift} }+\mathbf {J} _{\mathrm {diffusion} }=-\mu \rho \nabla U-D\nabla \rho =\left(-\mu \rho -D{\frac {\mathrm {d} \rho }{\mathrm {d} U}}\right)\nabla U.}
Dal momento che questa relazione vale per ogni punto {\displaystyle \mathbf {x} } del dominio considerato, essa implica la relazione di Einstein-Smoluchowski nel caso generale:
{\displaystyle D=-\mu {\frac {\rho }{\frac {\mathrm {d} \rho }{\mathrm {d} U}}}.}
Il legame tra {\displaystyle \rho } e {\displaystyle U} per particelle classiche può essere modellata mediante la statistica di Maxwell-Boltzmann
{\displaystyle \rho (\mathbf {x} )=Ae^{-{\frac {U(\mathbf {x} )}{k_{B}T}}},}
dove {\displaystyle A} è una costante legata al numero totale di particelle. Sotto questa ipotesi allora:
{\displaystyle {\frac {\mathrm {d} \rho }{\mathrm {d} U}}=-{\frac {1}{k_{B}T}}\rho ,}
che, inserita nella relazione precedentemente dimostrata, fornisce
{\displaystyle D=-\mu {\frac {\rho }{\frac {\mathrm {d} \rho }{\mathrm {d} U}}}=\mu k_{B}T,}
che corrisponde alla relazione di Einstein-Smoluchowski classica.